# 1998 год в науке
В 1998 году были различные научные и технологические события, некоторые из которых представлены ниже.

## События
- 5 июня — запущен Open Directory Project.
- 25 июня — корпорация Microsoft выпустила операционную систему Windows 98.
- 7 сентября — в США основана компания Google.
- 30 сентября — корпорация IBM выпустила первую версию IBM WebSphere Application Server.
- 24 октября — запуск космического аппарата Deep Space 1.
- 29 октября — США был запущен в космос самый старый астронавт — Джон Гленн (в возрасте 77 лет и 103 дней). Примечательно, что Гленн был и самым первым американским астронавтом, совершившим орбитальный космический полёт (ещё в 1960-х гг.), подобно Юрию Гагарину в Советском Союзе.
- 20 ноября — Россия запустила первый элемент МКС — функционально-грузовой блок «Заря». Начало строительства Международной космической станции.

## Достижения человечества

### Изобретения
- Нанотранзистор: Кеес Деккер[1].
- Нейрокомпьютерный интерфейс с участием человека (ранее проводились опыты исключительно на животных)[2].

### Новые виды животных
- Животные, описанные в 1998 году
- Фоссилии, описанные в 1998 году

## Награды
- Нобелевская премия
  - Физика — Роберт Лафлин, Хорст Штермер и Дэниел Цуи — «За открытие новой формы квантовой жидкости (при низких температурах и сильном магнитном поле) в частицы с новыми свойствами, имеющими, в частности, дробный электрический заряд».
  - Химия — Вальтер Кон — «За развитие теории функционала плотности», Джон Попл — «За разработку вычислительных методов квантовой химии».
  - Физиология и медицина — Роберт Ферчготт, Луис Игнарро, Ферид Мурад — «За открытие роли оксида азота как сигнальной молекулы в регуляции сердечно-сосудистой системы».
  - Экономика — Амартия Сен — «За его вклад в экономику благосостояния».
- Премия Бальцана
  - Геохимия: Хармон Крейг[англ.] (США).
  - Культурная и социальная история славянства от Екатерины Великой до Октябрьской революции: Анджей Валицкий (Польша — США).
  - Исследования в области разнообразия биологических видов: Роберт Маккриди Мэй (Великобритания — Австралия).
- Премия Тьюринга
  - Джим Грей — «За основополагающие идеи в области баз данных, исследования обработки транзакций и техническое лидерство в реализации систем».
- Филдсовская премия
  - Максим Концевич (Россия).
  - Ричард Борчердс (Великобритания).
  - Уильям Тимоти (Великобритания).
  - Кёртис Макмуллен (США).
- Большая золотая медаль имени М. В. Ломоносова
  - Александр Исаевич Солженицын — за выдающийся вклад в развитие русской литературы, русского языка и российской истории.
  - Ёсикадзу Накамура[яп.] (профессор, Япония) — за выдающийся вклад в изучение славистики и популяризацию русской литературы и культуры в Японии.
- Международная премия по биологии
  - Otto Thomas Solbrig — биология биоразнообразия.

## Скончались
- 12 июля — Аркадий Ильич Осташев (род. 1925), советский и российский учёный, конструктор ракетно-космических систем, инженер-механик, участник запуска первого искусственного спутника Земли и первого космонавта, кандидат технических наук, доцент, лауреат Ленинской (1960) и Государственной (1979) премий, один из ведущих руководителей работ в области экспериментальной отработки изделий ракетной техники ОКБ-1, ученик и соратник Сергея Павловича Королёва.
- 4 августа — Артюхин, Юрий Петрович, русский космонавт.
- 2 ноября — Штефан Паску, румынский историк, действительный член Румынской академии (род. в 1914).
- 18 декабря — Дёмин, Лев Степанович, русский космонавт.